# Retznei
Retznei là một đô thị thuộc huyện Leibnitz trong bang Steiermark, nước Áo. Đô thị Retznei có diện tích 3,34 km², dân số cuối năm 2005 là 261 người.